# Козли (Берестовицький район)
Козли (біл. Казлы) — селище в складі Берестовицького району Гродненської області, Білорусь. Село підпорядковане Канюхівській сільській раді, розташоване у західній частині області.